# اعتلال مناخي
الاعتلال المناخي (بالإنجليزية: Meteoropathy) هو مصطلح مشتق من الكلمة اليونانيةميتيورا وتعني ظاهرة سماوية ومن الكلمة انفعال مفرط هو الشعور بألم ومعاناة)، ويشير إلى حالة بدنية أو عرض مرتبط بأحوال الطقس مثل الرطوبة أو درجة الحرارة أو الضغط. والشخص الذي يتعرض للاعتلال المناخي يعرف باسم معتل مناخيًا.
يختلف الاعتلال المناخي عن التصورات التاريخية لـ «الهواء» المسبب للأمراض الذي يؤثر بقوة على شعور الناس بالصحة (انظر نظرية داء الملاريا). ويبدو أن هناك ترابطًا هامًا وملحوظًا بين ظروف مناخية معينة (كحدوث زيادة في الرطوبة ودرجة الحرارة) وبين بدء المرض (مثل السكتة).[بحاجة لمصدر]
اكتشف عدد قليل من الباحثين تأثيرًا ملحوظًا على المزاج يرتبط بالطقس، خصوصًا فيما يتعلق بالرطوبة (وهي أحد مكونات الطقس التي لا يتم قياسها بشكل دائم):
"يؤثر كل من الرطوبة ودرجة الحرارة وعدد ساعات إشراق الشمس تأثيرًا بالغًا على المزاج. وقد أدت المستويات العالية من الرطوبة إلى تقليل معدلات التركيز مع زيادة حالات النعاس. أما ارتفاع درجات الحرارة فقد قلل من معدلات القلق والارتياب. [...] أما عدد ساعات إشراق الشمس فقد وجد أنه يُنبئ بمعدلات تفاؤل ملحوظة. فكلما زادت عدد ساعات إشراق الشمس، زادت معدلات التفاؤل. [...] ولكن لم يتم التنبؤ بوجود أي متغير جوي فيما يتعلق بالمعدلات المزاجية للاكتئاب والقلق.
«يرتبط الطقس اللطيف (درجات الحرارة المرتفعة والضغط الجوي المرتفع) بالحالة المزاجية المرتفعة والذاكرة الحادة والأسلوب المعرفي ‘‘الموسع’’ أثناء الربيع حيث يقضي الناس وقتًا أطول بالخارج. ولم تُلاحظ مثل هذه العلاقة بين المزاج والطقس في أوقات أخرى من العام، ولكن بالطبع يرتبط الطقس الحار في الصيف بتعكر المزاج.» 

## اللغات غير الإنجليزية
إن كلمة الاعتلال المناخي (meteoropathy) ليست شائعة في الإنجليزية، ولكن مفهومها وكلمات أخرى مرادفة شائعة في لغات أخرى محددة. فعلى سبيل المثال في البولندية، يطلق على المصاب ميتيوباتا ويسمى في الكرواتية ميتيوروبا.